# Lucy McBath

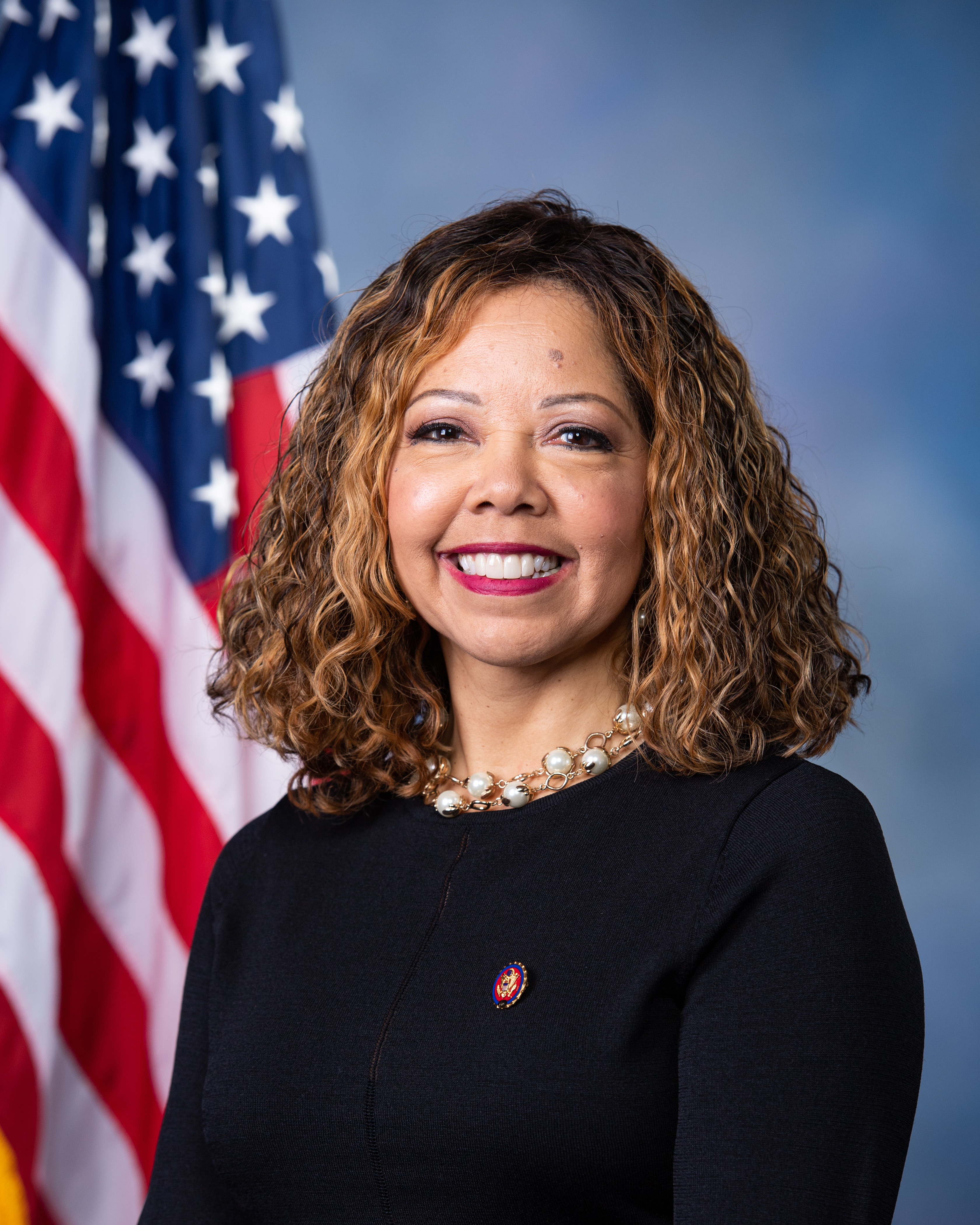
Lucy McBath (2019)

Lucia Kay „Lucy“ McBath (geboren am 1. Juni 1960 in Joliet, Will County, Illinois) ist eine US-amerikanische Politikerin der Demokratischen Partei. Sie vertritt seit 2023 den 6. Kongresswahlbezirk und kurzzeitig von Januar 2023 bis Januar 2025 den siebten Distrikt des Bundesstaats Georgia im Repräsentantenhaus der Vereinigten Staaten. Nachdem ihr Sohn 2012 aus nichtigem Grund erschossen worden war, engagierte sie sich in der Bewegung zur Waffenkontrolle.

## Familie, Ausbildung und Beruf
Lucy McBath wuchs als Lucia Holman mit einer Schwester in Joliet im Südwesten der Metropolregion Chicago auf. Ihre Mutter Wilma war Krankenschwester, ihr Vater Lucien Holman Arzt und in den 1960er Jahren Vorsitzender der National Association for the Advancement of Colored People (NAACP) in Illinois. Er besaß auch die an Afroamerikaner gerichtete Zeitschrift The Black Voice. Als Kind reiste sie mit den Eltern zu politischen Demonstrationen durch den Bundesstaat.
Sie studierte ab 1978 an der Virginia State University und schloss diese 1982 mit dem Bachelorgrad in Politikwissenschaft und Anglistik ab. Während des Studiums war sie Praktikantin im Washingtoner Büro der NAACP und arbeitete für den damaligen Staatsabgeordneten Virginias Douglas Wilder. Von 1984 bis 2014 war sie Flugbegleiterin der Delta Airlines und lebte seither in Georgia.
Mit ihrem Mann Ron Davis, der ebenfalls für Delta Airlines arbeitete, hatte McBath nach mehreren Fehlgeburten und dem Tod des ersten Sohnes 1993 den im Februar 1995 geborenen Sohn Jordan Russell Davis. Nach ihrer Scheidung teilten sie das Sorgerecht, und weil McBath sich auf eine Brustkrebsbehandlung konzentrieren musste, lebte der Sohn ab 2011 beim Vater in Jacksonville, Florida. Dort wurde Jordan Davis im November 2012 erschossen, als er mit drei Freunden an einer Tankstelle hielt und laute Musik hörte. Der damals 45-jährige Software-Entwickler Michael Dunn hatte sich durch die Musik und die unfreundliche Reaktion so gestört gefühlt, dass er mit seiner Handfeuerwaffe zehnmal in das Auto schoss und den 17-jährigen Jordan Davis tödlich verletzte. Dunn wurde erstinstanzlich wegen mehrfacher versuchter Tötung zu einer lebenslangen Freiheitsstrafe verurteilt, die Jury erreichte aber keine Einstimmigkeit bei der Frage, ob er auch des Mordes an Jordan Davis schuldigzusprechen sei. Dunn berief sich auf das Stand-your-ground-Gesetz Floridas, seine Behauptung, er sei von Jordan Davis bedroht worden, ließ sich jedoch nicht erhärten. In der Berufungsverhandlung im Oktober 2014 wurde Dunn auch wegen Mordes verurteilt.
McBath lebt in Marietta und engagiert sich in ihrer Kirchengemeinde, der Trinity Chapel. 2016 zeichnete sie der Fernsehsender VH1 als Mother of the Year aus. 2016/17 war sie kurzzeitig zu ihrem heutigen Ehemann Curtis McBath nach Tennessee übergesiedelt, was ihr im Wahlkampf 2018 vorgehalten wurde.

## Politische Laufbahn

### Aktivismus
McBath wandelte ihre Trauer über den Verlust des Sohnes in Aktivismus um, wandte sich an Politiker und Kirchenleute, trat bei Demonstrationen und im Fernsehen auf und traf sich mit anderen Angehörigen von Schusswaffenopfern. Ab 2013 war sie Sprecherin der Initiative Moms Demand Action for Gun Safety und arbeitete für die Initiative Everytown for Gun Safety. Zugleich gründete sie die Champion in the Making Legacy Foundation.
McBath führte ein Jahr lang Wahlkampf für die Präsidentschaftskandidatin der Demokraten 2016, Hillary Clinton, und zog sich dann in ihren Heimatort Marietta für eine Hüftoperation und die Rehabilitation zurück.

### Kongressabgeordnete
Die Staatsabgeordnete Renitta Shannon warb McBath 2017 als Kandidatin für die Demokraten an. Nachdem McBath sich ursprünglich für den 36. Wahlbezirk im Repräsentantenhaus von Georgia in der Vorwahl der Demokraten beworben und 100.000 Dollar für ihre Herausforderung des republikanischen Mandatsinhabers Sam Teasley eingeworben hatte, entschied sie sich nach dem Schulmassaker von Parkland im Februar 2018 um. Sie wandte sich an die Opferfamilien und Überlebenden und entschied zwei Tage darauf angesichts der zurückhaltenden Reaktion der Politiker in Washington, sich im 6. Kongresswahlbezirk für das US-Repräsentantenhaus zu bewerben. Ihre Motivation ist mit derjenigen Carolyn McCarthys verglichen worden, die 1992 nach dem Verlust ihrer Familie durch Waffengewalt in den Kongress gewählt worden war. 2017 waren neun Frauen der Gruppe Moms Demand Action for Gun Safety in politische Positionen gewählt worden.
In der Vorwahl der Demokraten für den 6. Kongresswahlbezirk Georgias erhielt sie als einzige person of color und einzige Frau am 22. Mai 2018 mit 36,3 Prozent die meisten Stimmen, erreichte aber keine absolute Mehrheit, sodass ein zweiter Wahlgang am 24. Juli abgehalten wurde. Diesen gewann sie mit 53,9 Prozent der Stimmen gegen den Hightechunternehmer Kevin Abel. Hillary Clinton hatte diesen Kongresswahlbezirk bei der Präsidentschaftswahl 2016 mit 1,5 Prozentpunkten Vorsprung knapp gewonnen.
Die Hauptwahl im November 2018 galt als offen, die 2017 durch eine Nachwahl in den Kongress gekommene republikanische Mandatsinhaberin Karen Handel galt aber als leichte Favoritin. Die Nachwahl, die Handel mit vier Prozentpunkten Vorsprung gewonnen hatte, hatte weltweite Medienaufmerksamkeit erhalten und war der bis dahin teuerste Kongresswahlkampf gewesen. McBath wurde von mehreren Waffenkontroll-Initiativen und von EMILY’s List unterstützt. Sie setzte sich gegen Handel mit etwa 50,5 zu 49,5 Prozent und knapp 3000 Stimmen Vorsprung knapp durch, was dem bundesweiten Trend entsprach, dass insbesondere gut ausgebildete Wähler in wohlhabenden Vorstädten zu den Demokraten wechselten. McBaths Lebensgeschichte half ihr, Resonanz bei den Wählern zu erreichen, während sie Handel in Verbindung mit den unpopulären Maßnahmen der Regierung Trump in der Gesundheits- und Einwanderungspolitik brachte. Die Organisation der Demokraten seit der Nachwahl 2017, der Aktivismus seit dem Schulmassaker von Parkland und die Anstrengungen der demokratischen Gouverneurskandidatin Stacey Abrams, bisher Abstinente als neue Wähler zu erschließen, haben zu ihrem Sieg beigetragen. Abrams, Deval Patrick und Barack Obama hatten Wahlkampf für McBath gemacht, Everytown for Gun Safety hatte ihre Kampagne mit gut 4,5 Millionen Dollar unterstützt, auch Michael Bloomberg spendete. McBath trat ihr Mandat für den 6. Kongresswahlbezirk Georgias, der die nördlichen Vorstädte Atlantas umfasst, am 3. Januar 2019 an. Zuletzt hatte ein Demokrat dieses Gebiet, das Newt Gingrich und später Tom Price vertreten hatten, bis Anfang 1993 repräsentiert. In der Wahl 2020 traf sie erneut auf Handel, die sie dieses Mal mit 54,6 % besiegen konnte.
Die Vorwahl ihrer Partei für die Wahlen 2022, nunmehr für den siebten Distrikt, am 23. August gewann sie mit 62,8 % deutlich gegen die bisherige Amtsinhaberin, Carolyn Bourdeaux. Sie trat dadurch am 8. November 2022 gegen Mark Gonsalves sowie Lisa Babbage von der Republikanischen Partei an. Sie konnte die Wahl mit 61 % der Stimmen klar für sich entscheiden und war dadurch auch im Repräsentantenhaus des 118. Kongresses vertreten. Nachdem die Kongresswahlbezirk neu zugeschnitten worden waren, trat sie 2024 erneut im Sharen Wahlbezirk an. Die Vorwahl gewann McBath gegen zwei Herausforderer klar mit 84,8 % und war damit gegen den Republikaner Jeff Criswell gesetzt. Die Hauptwahl am 5. November 2024 konnte sie mit 49,4 % für sich entscheiden. Ihre Amtszeit im Repräsentantenhaus des 119. Kongresses dauert noch bis zum 3. Januar 2027.

#### Ausschüsse
McBath ist aktuell Mitglied in folgenden Ausschüssen des Repräsentantenhauses:
- Committee on Education and the Workforce
  - Health, Employment, Labor, and Pensions
  - Higher Education and Workforce Development
- Committee on the Judiciary
  - Crime and Federal Government Surveillance
  - The Administrative State, Regulatory Reform, and Antitrust

## Positionen
Waffenkontrolle sieht McBath als ihre Lebensaufgabe und machte den Kampf für ein strengeres Waffenrecht, insbesondere gegen die Stand-your-ground-Gesetze, zu ihrem Kernthema. Im Kongresswahlkampf thematisierte sie auch ihr eigenes Leiden an Brustkrebs, um eine Krankenversicherung auch für chronisch kranke Menschen zu garantieren. Die Gesundheitsreform Obamacare hatte vielen dieser Menschen Versicherungsschutz gegeben, die Republikaner im Kongress hatten jedoch 2017 versucht, diese aufzuheben. Sie setzt sich dafür ein, illegal Eingewanderten, die als Kinder in die USA gekommen sind, die Staatsbürgerschaft zu ermöglichen (Deferred Action for Childhood Arrivals), und kritisiert die Trennung von Familien an der Grenze.